# Eriogonum brandegeei
Eriogonum brandegeei är en slideväxtart som beskrevs av Rydberg. Eriogonum brandegeei ingår i släktet Eriogonum och familjen slideväxter. Inga underarter finns listade i Catalogue of Life.